# Lista dróg publicznych w Samoa Amerykańskim

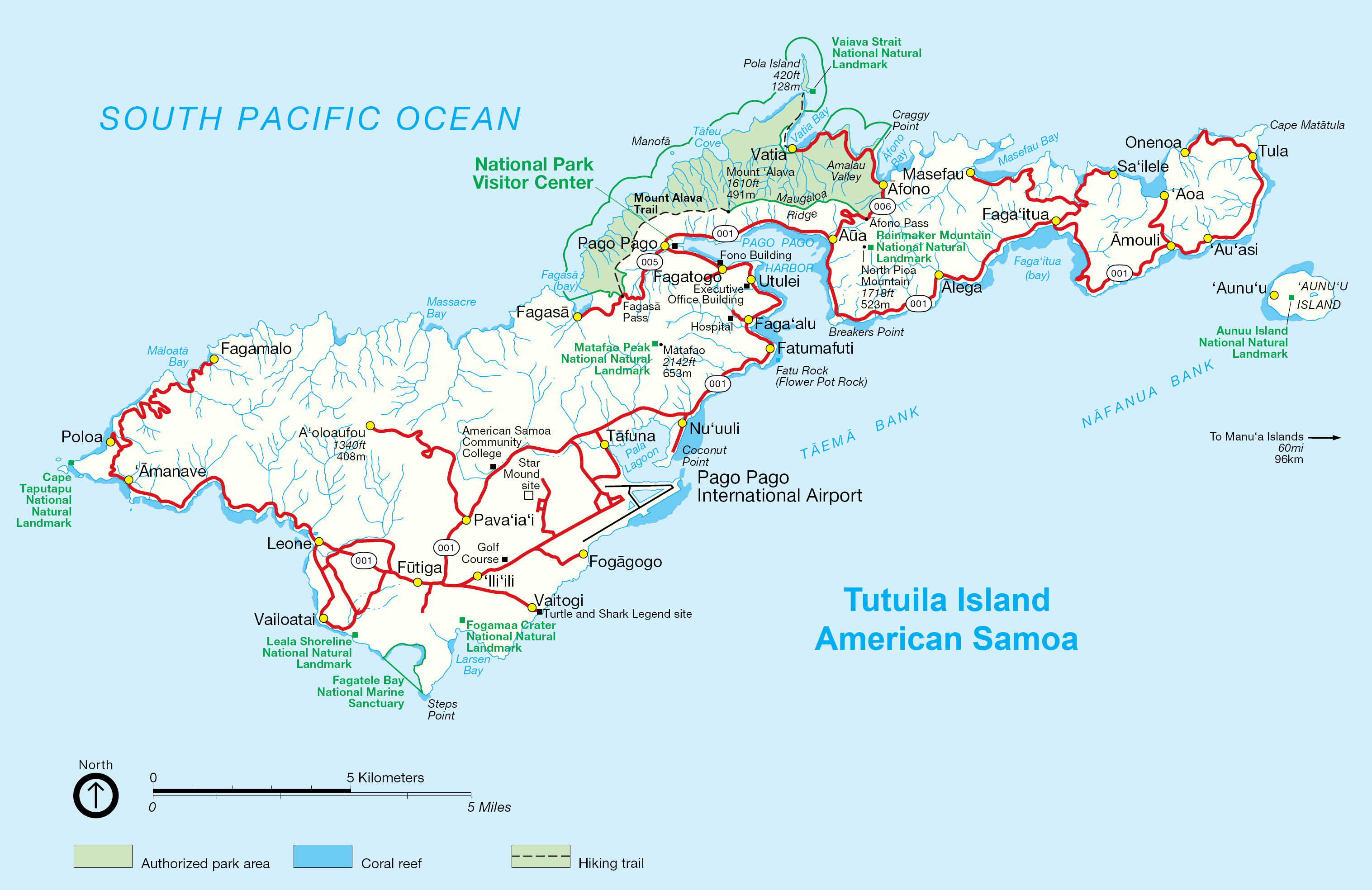
Mapa wyspy Tutuila wraz z zaznaczonymi drogami.

Na terytorium Samoa Amerykańskiego, które składa się z parunastu wysp drogi oznaczone numeracją znajdują się tylko na największej wyspie Tutuila. Drogi na pozostałych wyspach to zazwyczaj utwardzone drogi gruntowe.
Najdłuższa droga wyspy Tutuila jest oznaczone numerem 001 i przebiega wzdłuż południowego wybrzeża wyspy pomiędzy miejscowościami Leone i Tula. Droga przebiega także m.in. przez stolicę Pago Pago oraz w sąsiedztwie międzynarodowego portu lotniczego. Pozostałe dwie drogi - 005 i 006 łączą odleglejsze miejscowości na północnym wybrzeżu wyspy.

## Lista dróg
| numer | południowy/zachodni kraniec | północny/wschodni kraniec |
| ----- | --------------------------- | ------------------------- |
| 001   | Leone                       | Tula                      |
| 005   | Fagasā                      | Pago Pago                 |
| 006   | Aūa                         | Afono                     |